# Viana do Bolo
Viana do Bolo est une commune de la province d'Ourense en Espagne située dans la communauté autonome de Galice.

## Entrudio et ViBoMask
L'Entrudio (carnaval) est la fête la plus célèbre de Viana do Bolo. Il met en scène le personnage du boteiro, les fulións de tout le territoire et les comparsas, une mascarade traditionnelle qui parcourt les petits villages de la municipalité en jouant des pièces humoristiques en vers et en jouant de la musique.
En 2015, la « Mascarada Ibérica » (« Festival Internacional Mascarada Ibérica ViBoMask » depuis 2020) a eu lieu à Viana do Bolo et Vilariño de Conso. Ce festival, qui sert de prélude à l'Entrudio (carnaval) local, se tient généralement en hiver et a rassemblé, lors de sa dernière édition, plus de 45 mascarades d'hiver provenant de diverses régions d'Espagne, du Portugal et même d'Italie, avec environ 700 participants, ce qui en fait la plus grande concentration de mascarades de toute la péninsule ibérique. Le festival se tient à Viana do Bolo et Vilariño de Conso depuis 2015.

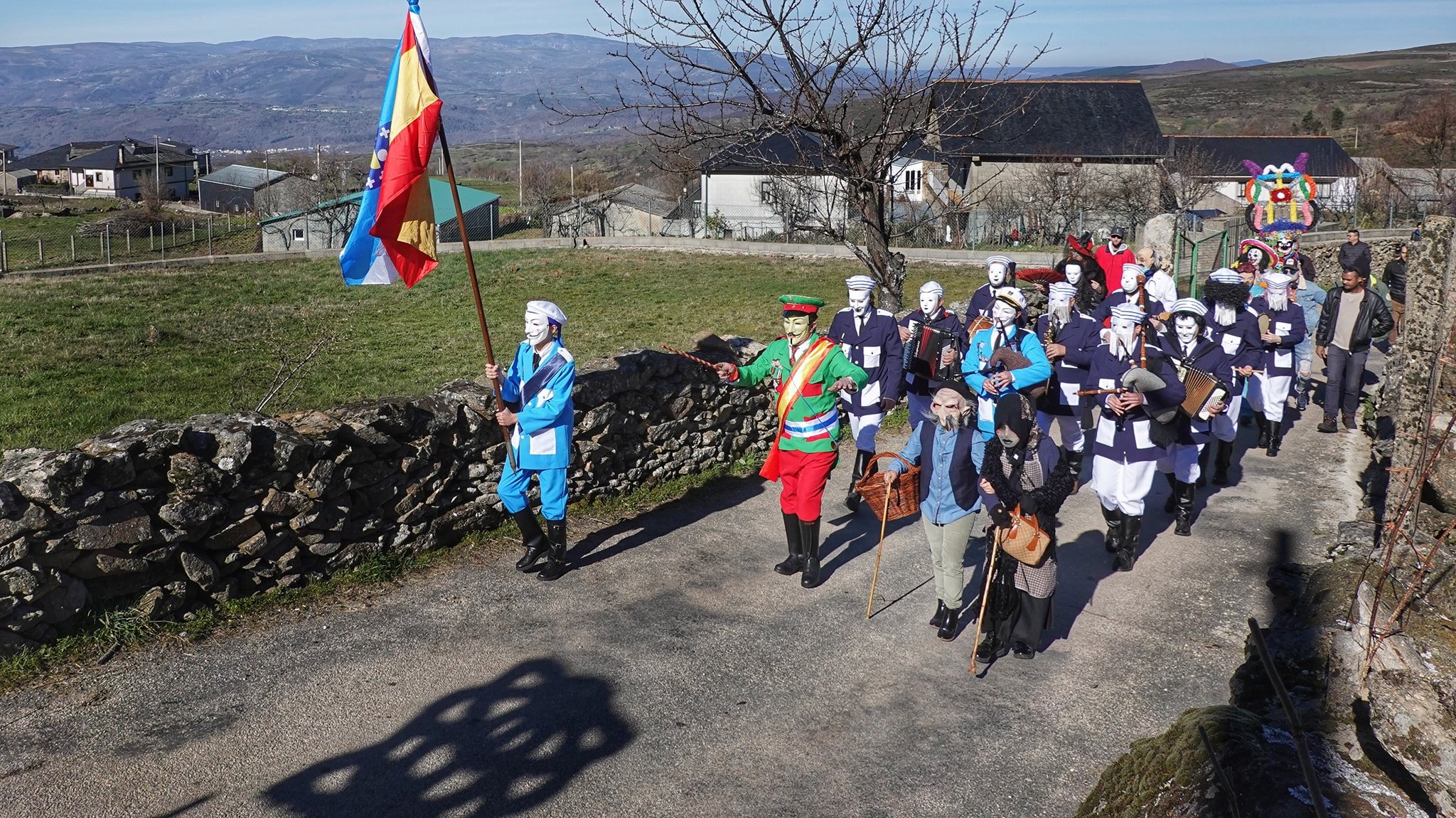
Comparsa

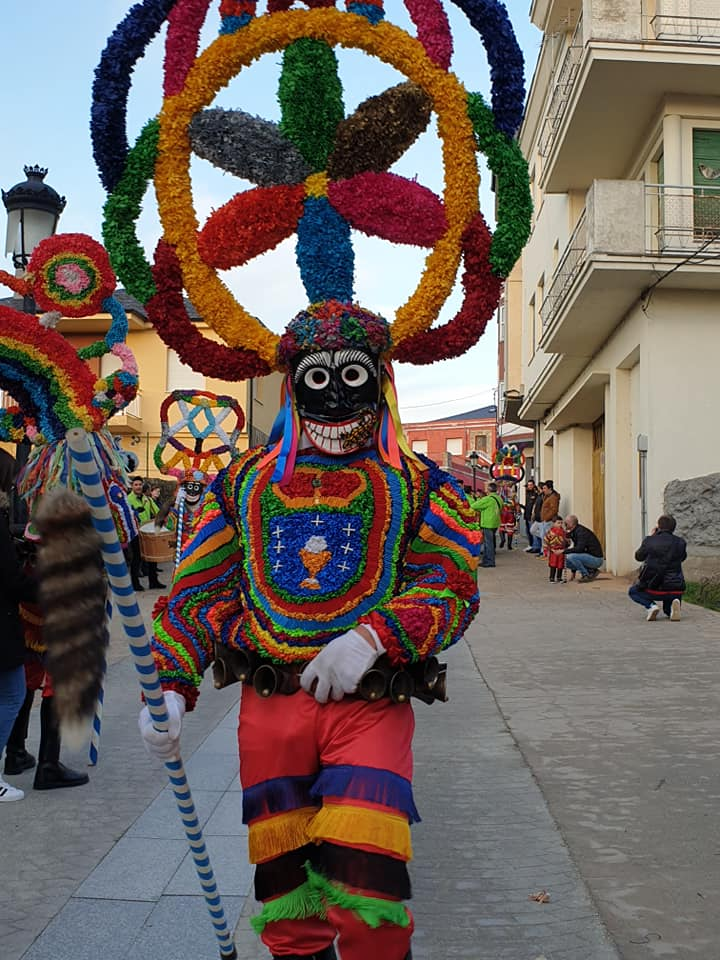
Boteiro de Viana do Bolo

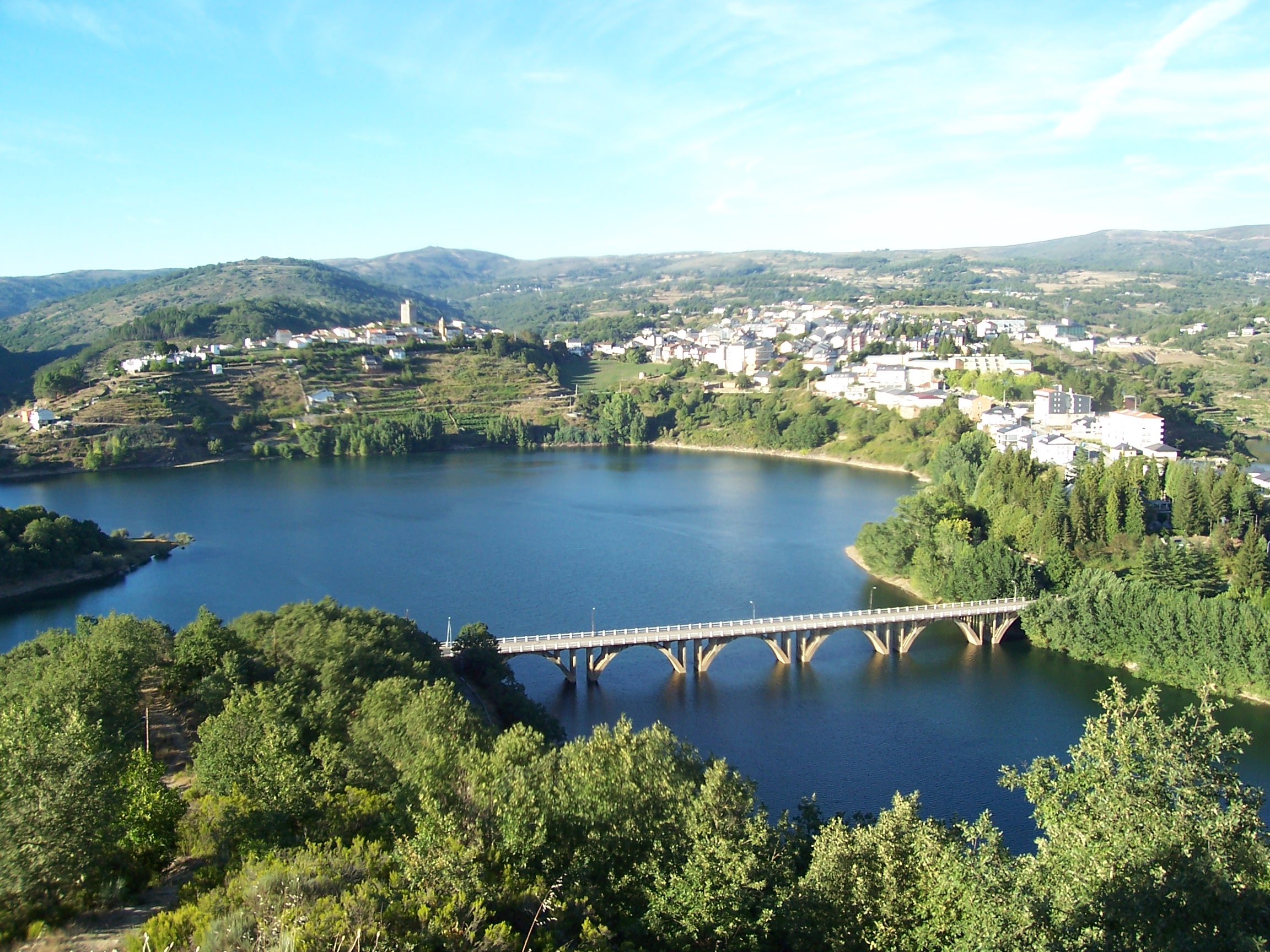
Vue panoramique du village.